# كارل غونتر وايس
كارل غونتر وايس (بالدنماركية: Carl Weiss)‏ هو لاعب هوكي الحقل دنماركي، ولد في 29 أبريل 1915، وتوفي في 2 أبريل 2000.

## وصلات خارجية
- كارل غونثر فايس على موقع أوليمبيديا (الإنجليزية)